# Список правителей Нидерландов

Герб королей Нидерландов

Список правителей Нидерландов включает носителей установленного в 1815 году титула короля Нидерландов (нидерл. Koning der Nederlanden). Также в список вошли статхаудеры конфедеративной Республики Соединённых провинций, лица, занимавшие различные государственные должности и управлявшие существовавшей во время Наполеоновских войн профранцузской унитарной Батавской республикой, а также монархи Королевства Голландия, наместник Голландских департаментов в составе Франции и правители Суверенного княжества Объединённых Нидерландов.
Согласно действующей редакции конституции от 22 февраля 2023 года Король Нидерландов (нидерл. Koning der Nederlanden) назначает и отстраняет членов Правительства, представляет государство на международной арене, подписывает законы, предложенные Правительством. Наследование трона, вакантного по причине смерти монарха или его отречения, осуществляется по шведской системе (абсолютной примогенитуре): в первую очередь право на престол получает старший по возрасту законный потомок монарха; в случае, если он умер до смерти короля, — его прямые потомки по тому же принципу. При отсутствии таковых, престол переходит к старшему по возрасту законному потомку родителей монарха, а при отсутствии такового — к старшему законному наследнику по линии прямого восхождения, не далее третьей степени родства от умершего монарха.
После введения в католических странах 5 (15) октября 1582 года григорианского календаря не все Соединённые провинции перешли с юлианского летоисчисления на новое: Генеральные штаты, Брабант и Зеландия — 15 (25) декабря 1582 года, а Голландия — 1 (11) января 1583 года. Остальные провинции совершили переход лишь спустя век: Гелдерланд — 1 (12) июля 1700 года, Утрехт и Оверэйссел — 1 (12) декабря 1700 года, Фрисландия, Гронинген и Стад-эн-Ланде — 1 (12) января 1701 года, Дренте — 1 (12) мая 1701 года. В период 1582—1701 годов, когда в республике сосуществовали две календарные системы, помимо григорианских дат приведены также юлианские.

## Республика Соединённых провинций (1581—1795)
Нижние земли (нидерл. Nederlanden) — исторический регион в Западной Европе, в течение столетий находившийся в составе различных монархий. Так, в 1384 году герцог Бургундии Филипп II де Валуа унаследовал несколько владений в регионе, вошедших в Бургундское государство. К 1477 году, когда погиб герцог Карл Смелый и началась династическая война, в Бургундские Нидерланды входило уже 13 земель. В 1482 году со смертью герцогини Марии бургундская ветвь династии Валуа пресеклась, а её владения унаследовал сын Марии Филипп Габсбург. В 1512 году отец Филиппа, император Священной Римской империи Максимилиан I, провёл очередную административную реформу, в результате которой был образован Бургундский округ, объединивший бывшие владения бургундских герцогов. Со временем к Габсбургским Нидерландам были присоединены новые сеньории: Фрисландия (в 1524), Оверэйссел и Утрехт (в 1528), Гронинген (в 1536). В 1548 году на рейхстаге в Аугсбурге прежде лишённые политической независимости Нидерланды были объявлены (решение подтверждено Прагматической санкцией в 1549 году) нераздельным наследственным владением Габсбургов — Семнадцатью провинциями.
Императору Карлу V не удалось установить в Нидерландах абсолютистский порядок. В провинциях и городах сохранялись традиционные вольности, привилегии и значительная степень автономии. Центральный королевский аппарат сосуществовал с провинциальными штатами и городскими магистратами. Генеральные штаты, созданные ещё при бургундском правлении в 1464 году, продолжали играть важную роль, представляя прежде всего интересы дворянства и состоятельного купечества. Фактическое управление Нидерландами осуществляли наместники (генеральные статхаудеры), в основном представители династии Габсбургов. Административное управление в провинциях (за исключением Брабанта) велось через статхаудеров, избиравшихся из числа местного нидерландского дворянства и обладавших значительными военными и административными полномочиями.

Голландская республика после Утрехтского мира 1713 года:
Голландия
Зеландия
Утрехт
Фрисландия
Оверэйссел
Стад-эн-Ланде
Гелдерланд
Дренте
Генералитетские земли

В 1555 году Карл V отрёкся от престола, передав Нидерланды своему сыну Филиппу II. Новый монарх занял жёсткую позицию в отношении сепаратизма и кальвинизма, что вызвало недовольство в разных слоях общества, особенно среди дворянства во главе с Виллемом Оранским. В 1565 году дворянский союз «Компромисс» потребовал от наместницы Маргариты Пармской восстановления вольностей и отмены репрессивных указов. Отказ властей уступить привёл к началу освободительной борьбы. Первым её актом стало Иконоборческое восстание 1566 года, после подавления которого установился жёсткий режим герцога Альбы. Репрессии вызвали новую волну антииспанских выступлений, в 1572 году приведших к успешному восстанию на Севере. В 1576 году южные и северные провинции объединились в рамках «Гентского умиротворения». Однако подписание Аррасской унии 6 января 1579 года валлонскими провинциями в поддержку Испании побудило северные области заключить 23 января Утрехтскую унию, направленную против Испании и внутренней феодально-католической реакции. 26 июля 1581 года Генеральные штаты северных провинций подписали Акт о клятвенном отречении, низложив Филиппа II и поручив управление страной статхаудеру Голландии, Зеландии и Утрехта Виллему Оранскому, а после его смерти в 1584 году — Мауритсу Нассаускому. В 1588 году власть полностью сосредоточилась в руках Генеральных штатов, фактически оформив независимость Республики Семи Объединённых Нижних земель (нидерл. Republiek der Zeven Verenigde Nederlanden; другое название — «Республика Соединённых провинций», а также «Голландская республика» ввиду особой значимости Голландии). После Двенадцатилетнего перемирия 1609 года Испания де-факто признала их независимость, официально закреплённую Мюнстерским миром 1648 года, завершившим Восьмидесятилетнюю войну.
После смерти Виллема II в ноябре 1650 года в Голландии начался первый «бесстатхаудерный» период, когда власть перешла к республиканцам во главе с Яном де Виттом, занявшим в 1653 году пост великого пенсионария. В условиях ожесточённой борьбы за господство на море с Англией и после англо-голландской войны 1652—1654 годов де Витт сосредоточил усилия на развитии нейтральной торговли, что к середине 1660-х годов принесло республике пиковое могущество. Однако нараставшие споры с Францией привели к Голландской войне 1672—1678 годов, в ходе которой французская армия оккупировала западные провинции, а английский флот блокировал побережье. Народные выступления и потеря доверия к великому пенсионарию позволили в июле 1672 года провозгласить статхаудером Виллема III, взошедшего в 1689 году на английский и шотландский престолы. С его смертью в 1702 году республика вновь осталась без статхаудера до 1747 года, придерживаясь принципа нейтралитета. С середины 1770-х годов в Соединённых провинциях усилилось недовольство проанглийской политикой статхаудера Виллема V, его равнодушием к нуждам национальной промышленности и торгового флота и нежеланием реформировать устройство власти. Вдохновлённые успехами североамериканских колоний «патриоты» под руководством Йоана Дерка ван дер Капеллена тот ден Пола требовали союза с Францией и дипломатического признания США, а в 1780 году провозгласили вооружённый нейтралитет. Четвёртая англо‑голландская война обострила внутриполитическую борьбу, что привело к революции патриотов и их временному захвату власти, а 10 ноября 1785 года — к заключению оборонного союза с Францией. В сентябре — октябре 1787 года при поддержке прусских войск и Великобритании статхаудер восстановил контроль, а в 1788 году республика вступила в Тройственную лигу с Пруссией и Великобританией, направленную против России, Австрии и Франции. После начала Французской революции Соединённые провинции присоединились к первой антифранцузской коалиции, но в январе 1795 года французская армия вторглась в страну и оккупировала её, 18 января статхаудер бежал в Лондон, а на следующий день создана Батавская республика, являвшаяся государством-саттелитом Франции.

### Статхаудеры
| Портрет                                                                                              | Имя (годы жизни)                                      | Правление             | Правление                  | Династия                            | Наименование титула | Пр.           |
| Портрет                                                                                              | Имя (годы жизни)                                      | Начало                | Окончание                  | Династия                            | Наименование титула | Пр.           |
| --- | ----------------------------------------------------- | --------------------- | -------------------------- | ----------------------------------- | --- | ------------- |
| | Виллем I (1533—1584) нидерл. Willem I                 | 26 июля 1581          | 30 июня (10 июля) 1584     | Оранье-Нассау нидерл. Oranje-Nassau | Статхаудер Голландии, Зеландии и Утрехта нидерл. Stadthouder van Hollandt, Zeelandt en Utrecht | [ 3 ] [ 4 ]   |
| | Мауритс (1567—1625) нидерл. Maurits                   | 4 (14) ноября 1585    | 13 (23) апреля 1625        | Оранье-Нассау нидерл. Oranje-Nassau | Статхаудер Голландии, Зеландии и Утрехта нидерл. Stadthouder van Hollandt, Zeelandt en Utrecht | [ 5 ] [ 6 ]   |
| | Фредерик Хендрик (1584—1647) нидерл. Frederik Hendrik | 13 (23) апреля 1625   | 4 (14) марта 1647          | Оранье-Нассау нидерл. Oranje-Nassau | Статхаудер Голландии, Зеландии и Утрехта нидерл. Stadthouder van Hollandt, Zeelandt en Utrecht | [ 7 ] [ 8 ]   |
| | Виллем II (1626—1650) нидерл. Willem II               | 4 (14) марта 1647     | 27 октября (6 ноября) 1650 | Оранье-Нассау нидерл. Oranje-Nassau | Статхаудер Голландии, Зеландии и Утрехта нидерл. Stadthouder van Hollandt, Zeelandt en Utrecht | [ 9 ] [ 10 ]  |
| С 27 октября (6 ноября) 1650 года по 29 июня (9 июля) 1672 года — период бесстатхаудерного правления |                                                       |                       |                            |                                     | |               |
| | Виллем III (1650—1702) нидерл. Willem III             | 29 июня (9 июля) 1672 | 19 марта 1702              | Оранье-Нассау нидерл. Oranje-Nassau | Наследственный статхаудер Гелдерланда, графства Зютфен, Голландии, Зеландии, Западной Фрисландии, Утрехта и Оверэйссела и ландшафта Дренте нидерл. Erfstadthouder van Gelderlandt, Graafschap Zutphen, Hollandt, Zeelandt, West-Vrieslandt, Utrecht, Overijssel, en Landschap Drenthe | [ 11 ] [ 12 ] |
| С 19 марта 1702 года по 15 мая 1747 года — период бесстатхаудерного правления                        |                                                       |                       |                            |                                     | |               |
| | Виллем IV (1711—1751) нидерл. Willem IV               | 15 мая 1747           | 22 октября 1751            | Оранье-Нассау нидерл. Oranje-Nassau | Наследственный статхаудер Семи Объединённых Нижних земель нидерл. Erfstadhouder der Zeven Verenigde Nederlanden | [ 13 ] [ 14 ] |
| | Виллем V (1748—1806) нидерл. Willem V                 | 22 октября 1751       | 23 февраля 1795            | Оранье-Нассау нидерл. Oranje-Nassau | Наследственный статхаудер Семи Объединённых Нижних земель нидерл. Erfstadhouder der Zeven Verenigde Nederlanden | [ 15 ] [ 16 ] |

## Батавская республика (1795—1806)

### Генеральные штаты (1795—1796)
Батавская республика (нидерл. Bataafse Republiek) как государство никогда не была официально провозглашена, нидерландскими историками за дату её создания принято 19 января 1795 года — следующий день после бегства из страны статхаудера Виллема V. 18 января власть в Амстердаме перешла к Амстердамскому революционному комитету, объявившему, что жители города «свободны», и организовавшему первые всеобщие местные выборы. 20 января власть комитета признала французская оккупационная администрация. 24 января в Амстердаме встретились представители голландских городов, после чего 26 января в Гааге было принято решение заменить Штаты провинции новым органом — «Временные представители народа Голландии». В течение следующего месяца в остальных провинциях появились аналогичные администрации. 31 января правительство подготовило текст Декларации прав человека и гражданина, 16 февраля Генеральные штаты Батавской республики утвердили документ. 23 февраля Временные представители ликвидировали институт власти статхаудера.
Осенью 1795 года Генеральные штаты начали процедуру замены их «конституционным способом» на Национальное собрание, которое имело бы всю полноту исполнительной и законодательной власти. Проект изначально встретил сопротивление со стороны консерваторов, в двух провинциях для подавления протестов была применена сила. Несмотря на это, Национальное собрание начало работу в Гааге 1 марта 1796 года.
| Портрет                                                     | Имя (годы жизни)                                                                                                | Полномочия       | Полномочия       | Представительство | Пр.           |
| Портрет                                                     | Имя (годы жизни)                                                                                                | Начало           | Окончание        | Представительство | Пр.           |
| ----------------------------------------------------------- | --- | ---------------- | ---------------- | ----------------- | ------------- |
|                                                             | Франсуа Пьер Гийом ван Схёйленбюрх (1767—1818) нидерл. François Pierre Guillaume van Schuylenburch              | 18 января 1795   | 25 января 1795   | Фрисландия        | [ 19 ]        |
| Председатель, занимавший пост в период каденции, неизвестен | Председатель, занимавший пост в период каденции, неизвестен                                                     | 25 января 1795   | 1 февраля 1795   | Оверэйссел        | [ 20 ]        |
| Председатель, занимавший пост в период каденции, неизвестен | Председатель, занимавший пост в период каденции, неизвестен                                                     | 1 февраля 1795   | 8 февраля 1795   | Гронинген         | [ 20 ]        |
|                                                             | Корнелис Тай (1753—1799) нидерл. Cornelis Taay                                                                  | 8 февраля 1795   | 15 февраля 1795  | Гелдерланд        | [ 21 ]        |
|                                                             | Якоб Георг Хиронимюс Хан (1761—1822) нидерл. Jacob George Hieronymus Hahn                                       | 15 февраля 1795  | 22 февраля 1795  | Голландия         | [ 22 ] [ 23 ] |
|                                                             | Якоб Верхейе ван Ситтерс (1753—1823) нидерл. Jacob Verheije van Citters                                         | 22 февраля 1795  | 1 марта 1795     | Зеландия          | [ 24 ] [ 25 ] |
|                                                             | Паулюс Хюберт Адриан Ян Стрик ван Линсхотен (1769—1819) нидерл. Paulus Hubert Adriaan Jan Strick van Linschoten | 1 марта 1795     | 8 марта 1795     | Утрехт            | [ 26 ] [ 27 ] |
|                                                             | Йоханнес Ламбертюс Хюбер (1750—1826) нидерл. Johannes Lambertus Huber                                           | 8 марта 1795     | 15 марта 1795    | Фрисландия        | [ 28 ] [ 29 ] |
|                                                             | Геррит Давид Йорденс (1734—1803) нидерл. Gerrit David Jordens                                                   | 15 марта 1795    | 22 марта 1795    | Оверэйссел        | [ 30 ] [ 31 ] |
|                                                             | Алберт Йохан де Ситтер (1748—1814) нидерл. Albert Johan de Sitter                                               | 22 марта 1795    | 29 марта 1795    | Гронинген         | [ 32 ] [ 33 ] |
|                                                             | Геррит Виллем ван Зёйлен ван Нейевелт (1756—1814) нидерл. Gerrit Willem van Zuylen van Nievelt                  | 29 марта 1795    | 5 апреля 1795    | Гелдерланд        | [ 34 ] [ 35 ] |
|                                                             | Якоб Георг Хиронимюс Хан (1761—1822) нидерл. Jacob George Hieronymus Hahn                                       | 5 апреля 1795    | 12 апреля 1795   | Голландия         | [ 22 ] [ 23 ] |
|                                                             | Бонифасиус Маттиас Паус (1744—1797) нидерл. Bonifacius Matthias Pous                                            | 12 апреля 1795   | 19 апреля 1795   | Зеландия          | [ 36 ] [ 37 ] |
|                                                             | Петрюс Пейперс (1749—1805) нидерл. Petrus Pijpers                                                               | 19 апреля 1795   | 26 апреля 1795   | Утрехт            | [ 38 ]        |
|                                                             | Йоханнес Ламбертюс Хюбер (1750—1826) нидерл. Johannes Lambertus Huber                                           | 26 апреля 1795   | 3 мая 1795       | Фрисландия        | [ 28 ] [ 29 ] |
|                                                             | Геррит Давид Йорденс (1734—1803) нидерл. Gerrit David Jordens                                                   | 3 мая 1795       | 10 мая 1795      | Оверэйссел        | [ 30 ] [ 31 ] |
|                                                             | Алберт Йохан де Ситтер (1748—1814) нидерл. Albert Johan de Sitter                                               | 10 мая 1795      | 17 мая 1795      | Гронинген         | [ 32 ] [ 33 ] |
|                                                             | Карел Герард Хюлтман (1752—1820) нидерл. Carel Gerard Hultman                                                   | 17 мая 1795      | 24 мая 1795      | Гелдерланд        | [ 39 ] [ 40 ] |
|                                                             | Якоб Георг Хиронимюс Хан (1761—1822) нидерл. Jacob George Hieronymus Hahn                                       | 24 мая 1795      | 31 мая 1795      | Голландия         | [ 22 ] [ 23 ] |
|                                                             | Бонифасиус Маттиас Паус (1744—1797) нидерл. Bonifacius Matthias Pous                                            | 31 мая 1795      | 7 июня 1795      | Зеландия          | [ 36 ] [ 37 ] |
|                                                             | Петрюс Пейперс (1749—1805) нидерл. Petrus Pijpers                                                               | 7 июня 1795      | 14 июня 1795     | Утрехт            | [ 38 ]        |
|                                                             | Йоханнес Ламбертюс Хюбер (1750—1826) нидерл. Johannes Lambertus Huber                                           | 14 июня 1795     | 21 июня 1795     | Фрисландия        | [ 28 ] [ 29 ] |
|                                                             | Хендрик Кнейпинга Крамер (1754—1815) нидерл. Hendrik Knijpinga Cramer                                           | 21 июня 1795     | 28 июня 1795     | Оверэйссел        | [ 41 ]        |
|                                                             | Якобюс ван дер Стеге (1746—1811) нидерл. Jacobus van der Steege                                                 | 28 июня 1795     | 5 июля 1795      | Гронинген         | [ 42 ] [ 43 ] |
|                                                             | Херман Якоб Дейкместер (1771—1850) нидерл. Herman Jacob Dijckmeester                                            | 5 июля 1795      | 12 июля 1795     | Гелдерланд        | [ 44 ] [ 45 ] |
|                                                             | Людовикюс Тимон де Кемпенар (1752—1812) нидерл. Ludovicus Timon de Kempenaer                                    | 12 июля 1795     | 19 июля 1795     | Голландия         | [ 46 ]        |
|                                                             | Бонифасиус Маттиас Паус (1744—1797) нидерл. Bonifacius Matthias Pous                                            | 19 июля 1795     | 26 июля 1795     | Зеландия          | [ 36 ] [ 37 ] |
|                                                             | Петрюс Пейперс (1749—1805) нидерл. Petrus Pijpers                                                               | 26 июля 1795     | 2 августа 1795   | Утрехт            | [ 38 ]        |
|                                                             | Йоханнес Ламбертюс Хюбер (1750—1826) нидерл. Johannes Lambertus Huber                                           | 2 августа 1795   | 9 августа 1795   | Фрисландия        | [ 28 ] [ 29 ] |
|                                                             | Йохан Антони Звир ван Исселмёйден тот Пасло (1760—1810) нидерл. Johan Antony Zwier van Isselmuiden tot Paeslo   | 9 августа 1795   | 16 августа 1795  | Оверэйссел        | [ 47 ]        |
|                                                             | Алберт Йохан де Ситтер (1748—1814) нидерл. Albert Johan de Sitter                                               | 16 августа 1795  | 23 августа 1795  | Гронинген         | [ 32 ] [ 33 ] |
|                                                             | Ян Виллем Хендрик Конради (1768—1844) нидерл. Jan Willem Hendrik Conrady                                        | 23 августа 1795  | 30 августа 1795  | Гелдерланд        | [ 48 ]        |
|                                                             | Людовикюс Тимон де Кемпенар (1752—1812) нидерл. Ludovicus Timon de Kempenaer                                    | 30 августа 1795  | 6 сентября 1795  | Голландия         | [ 46 ]        |
|                                                             | Бонифасиус Маттиас Паус (1744—1797) нидерл. Bonifacius Matthias Pous                                            | 6 сентября 1795  | 13 сентября 1795 | Зеландия          | [ 36 ] [ 37 ] |
|                                                             | Петрюс Пейперс (1749—1805) нидерл. Petrus Pijpers                                                               | 13 сентября 1795 | 20 сентября 1795 | Утрехт            | [ 38 ]        |
|                                                             | Томас Филиппюс Йоха (1750—1812) нидерл. Thomas Philippus Joha                                                   | 20 сентября 1795 | 27 сентября 1795 | Фрисландия        | [ 49 ]        |
|                                                             | Ламберт Христиан Хендрик Стрюбберг (?—?) нидерл. Lambert Christiaan Hendrik Strubberg                           | 27 сентября 1795 | 4 октября 1795   | Оверэйссел        | [ 50 ]        |
|                                                             | Алберт Йохан де Ситтер (1748—1814) нидерл. Albert Johan de Sitter                                               | 4 октября 1795   | 11 октября 1795  | Гронинген         | [ 32 ] [ 33 ] |
|                                                             | Херман Якоб Дейкместер (1771—1850) нидерл. Herman Jacob Dijckmeester                                            | 11 октября 1795  | 18 октября 1795  | Гелдерланд        | [ 44 ] [ 45 ] |
|                                                             | Людовикюс Тимон де Кемпенар (1752—1812) нидерл. Ludovicus Timon de Kempenaer                                    | 18 октября 1795  | 25 октября 1795  | Голландия         | [ 46 ]        |
|                                                             | Йоан ван Кюффелер (1755—1811) нидерл. Joan van Kuffeler                                                         | 25 октября 1795  | 1 ноября 1795    | Зеландия          | [ 51 ]        |
|                                                             | Петрюс Пейперс (1749—1805) нидерл. Petrus Pijpers                                                               | 1 ноября 1795    | 7 ноября 1795    | Утрехт            | [ 38 ]        |
|                                                             | Йоханнес Ламбертюс Хюбер (1750—1826) нидерл. Johannes Lambertus Huber                                           | 8 ноября 1795    | 14 ноября 1795   | Фрисландия        | [ 28 ] [ 29 ] |
|                                                             | Геррит Давид Йорденс (1734—1803) нидерл. Gerrit David Jordens                                                   | 15 ноября 1795   | 21 ноября 1795   | Оверэйссел        | [ 30 ] [ 31 ] |
|                                                             | Алберт Йохан де Ситтер (1748—1814) нидерл. Albert Johan de Sitter                                               | 22 ноября 1795   | 28 ноября 1795   | Гронинген         | [ 32 ] [ 33 ] |
|                                                             | Херман Якоб Дейкместер (1771—1850) нидерл. Herman Jacob Dijckmeester                                            | 29 ноября 1795   | 5 декабря 1795   | Гелдерланд        | [ 44 ] [ 45 ] |
|                                                             | Людовикюс Тимон де Кемпенар (1752—1812) нидерл. Ludovicus Timon de Kempenaer                                    | 6 декабря 1795   | 12 декабря 1795  | Голландия         | [ 46 ]        |
|                                                             | Николас Корнелис Ламбрехтсен (1752—1823) нидерл. Nicolaas Cornelis Lambrechtsen                                 | 13 декабря 1795  | 19 декабря 1795  | Зеландия          | [ 52 ] [ 53 ] |
|                                                             | Петрюс Пейперс (1749—1805) нидерл. Petrus Pijpers                                                               | 20 декабря 1795  | 26 декабря 1795  | Утрехт            | [ 38 ]        |
|                                                             | Томас Филиппюс Йоха (1750—1812) нидерл. Thomas Philippus Joha                                                   | 27 декабря 1795  | 2 января 1796    | Фрисландия        | [ 49 ]        |
|                                                             | Йохан Антони Звир ван Исселмёйден тот Пасло (1760—1810) нидерл. Johan Antony Zwier van Isselmuiden tot Paeslo   | 3 января 1796    | 9 января 1796    | Оверэйссел        | [ 47 ]        |
|                                                             | Якобюс ван дер Стеге (1746—1811) нидерл. Jacobus van der Steege                                                 | 10 января 1796   | 16 января 1796   | Гронинген         | [ 42 ] [ 43 ] |
|                                                             | Аугюстинюс Гёкама (1732—1801) нидерл. Augustinus Geukama                                                        | 17 января 1796   | 23 января 1796   | Гелдерланд        | [ 54 ]        |
|                                                             | Людовикюс Тимон де Кемпенар (1752—1812) нидерл. Ludovicus Timon de Kempenaer                                    | 24 января 1796   | 2 февраля 1796   | Голландия         | [ 46 ]        |
|                                                             | Адриан Франсуа Ламменс (1767—1847) нидерл. Adriaan François Lammens                                             | 3 февраля 1796   | 6 февраля 1796   | Зеландия          | [ 55 ]        |
|                                                             | Петрюс Пейперс (1749—1805) нидерл. Petrus Pijpers                                                               | 7 февраля 1796   | 13 февраля 1796  | Утрехт            | [ 38 ]        |
|                                                             | Йоханнес Ламбертюс Хюбер (1750—1826) нидерл. Johannes Lambertus Huber                                           | 14 февраля 1796  | 20 февраля 1796  | Фрисландия        | [ 28 ] [ 29 ] |
|                                                             | Герард Виллем ван Марле (1752—1799) нидерл. Gerard Willem van Marle                                             | 21 февраля 1796  | 27 февраля 1796  | Оверэйссел        | [ 56 ] [ 57 ] |
|                                                             | Якобюс ван дер Стеге (1746—1811) нидерл. Jacobus van der Steege                                                 | 28 февраля 1796  | 29 февраля 1796  | Гронинген         | [ 42 ] [ 43 ] |

### Национальное собрание (1796—1798)
Важнейшей задачей Национального собрания, созванного 1 марта 1796 года на полтора года, была разработка конституции для обеспечения единства провинций. 8 августа 1797 года проект конституции был вынесен на всенародное обсуждение. В плебисците приняли участие около 137 000 человек — примерно 80 % проголосовавших не поддержало проект. За неделю до этого во второй раз было избрано Национальное собрание, которое не спешило с рассмотрением проекта новой конституции. Это вызвало недовольство Франции, которая направила в Гаагу нового посла — Шарля Делакруа. Делакруа было поручено обеспечить скорое принятие конституции.
Некоторые амстердамские радикальные демократы выступили с инициативой совершить государственный переворот, чтобы ускорить представление нового проекта конституции. Группа батавских депутатов добилась от французской Директории разрешения на государственный переворот, организация которого была возложена на бригадного генерала Хермана Данделса. 22 января 1798 года 28 членов Национального собрания, преимущественно федералистов, были арестованы или высланы из страны своими противниками-унитаристами. Собрание, потерявшее более трети своих членов, было переименовано в «Учредительное».
| Портрет | Имя (годы жизни)                                                                                | Полномочия       | Полномочия       | Фракция                   | Пр.             |
| Портрет | Имя (годы жизни)                                                                                | Начало           | Окончание        | Фракция                   | Пр.             |
| ------- | ----------------------------------------------------------------------------------------------- | ---------------- | ---------------- | ------------------------- | --------------- |
|         | Питер Паулюс (1754—1796) нидерл. Pieter Paulus                                                  | 1 марта 1796     | 17 марта 1796    | умеренный                 | [ 59 ] [ 60 ]   |
|         | Питер Леонард ван де Кастеле (1748—1810) нидерл. Pieter Leonard van de Kasteele                 | 18 марта 1796    | 2 апреля 1796    | радикальный унитарист     | [ 61 ] [ 62 ]   |
|         | Алберт Йохан де Ситтер (1748—1814) нидерл. Albert Johan de Sitter                               | 3 апреля 1796    | 16 апреля 1796   | федералист                | [ 32 ] [ 33 ]   |
|         | Ян Бернд Биккер (1746—1812) нидерл. Jan Bernd Bicker                                            | 17 апреля 1796   | 30 апреля 1796   | федералист                | [ 63 ] [ 64 ]   |
|         | Даниел Корнелис де Леув (1747—1834) нидерл. Daniël Cornelis de Leeuw                            | 1 мая 1796       | 14 мая 1796      | унитарист                 | [ 65 ]          |
|         | Рютгер Ян Схиммелпеннинк (1761—1825) нидерл. Rutger Jan Schimmelpenninck                        | 15 мая 1796      | 28 мая 1796      | умеренный                 | [ 66 ] [ 67 ]   |
|         | Йоан Аренд де Вос ван Стенвейк (1746—1813) нидерл. Joan Arend de Vos van Steenwijk              | 29 мая 1796      | 11 июня 1796     | патриот                   | [ 68 ] [ 69 ]   |
|         | Якоб Георг Хиронимюс Хан (1761—1822) нидерл. Jacob George Hieronymus Hahn                       | 12 июня 1796     | 25 июня 1796     | унитарист                 | [ 22 ] [ 23 ]   |
|         | Паулюс Хартог (1735—1805) нидерл. Paulus Hartog                                                 | 26 июня 1796     | 9 июля 1796      | умеренный                 | [ 70 ]          |
|         | Виллем Арнаут де Беверен (1749—1820) нидерл. Willem Aernout de Beveren                          | 10 июля 1796     | 23 июля 1796     | федералист                | [ 71 ] [ 72 ]   |
|         | Людовикюс Тимон де Кемпенар (1752—1812) нидерл. Ludovicus Timon de Kempenaer                    | 24 июля 1796     | 6 августа 1796   | унитарист                 | [ 46 ]          |
|         | Ян Питер ван Викеворт Кроммелин (1763—1837) нидерл. Jan Pieter van Wickevoort Crommelin         | 7 августа 1796   | 20 августа 1796  | унитарист                 | [ 73 ] [ 74 ]   |
|         | Паулюс Эмманюэл Антони де ла Каурт (1760—1848) нидерл. Paulus Emmanuel Anthony de la Court      | 21 августа 1796  | 3 сентября 1796  | унитарист                 | [ 75 ]          |
|         | Якоб Ян Камбир (1756—1831) нидерл. Jacob Jan Cambier                                            | 4 сентября 1796  | 17 сентября 1796 | умеренный                 | [ 76 ] [ 77 ]   |
|         | Якобюс Кантелар (1759—1821) нидерл. Jacobus Kantelaar                                           | 18 сентября 1796 | 1 октября 1796   | федералист                | [ 78 ] [ 79 ]   |
|         | Таммо Адриан тен Берге (1756—1830) нидерл. Tammo Adriaan ten Berge                              | 2 октября 1796   | 15 октября 1796  | федералист                | [ 80 ] [ 81 ]   |
|         | Бернардюс Блок (1756—1818) нидерл. Bernardus Blok                                               | 16 октября 1796  | 29 октября 1796  | унитарист                 | [ 82 ] [ 83 ]   |
|         | Геррит Давид Йорденс (1734—1803) нидерл. Gerrit David Jordens                                   | 30 октября 1796  | 12 ноября 1796   | федералист                | [ 30 ] [ 31 ]   |
|         | Абрахам Гейсбертюс Верстер (1751—1841) нидерл. Abraham Gijsbertus Verster                       | 13 ноября 1796   | 26 ноября 1796   | федералист                | [ 84 ]          |
|         | Эйсбранд ван Хамелсвелд (1743—1812) нидерл. IJsbrand van Hamelsveld                             | 27 ноября 1796   | 10 декабря 1796  | демократический унитарист | [ 85 ] [ 86 ]   |
|         | Корнелис ван Леннеп (1751—1813) нидерл. Cornelis van Lennep                                     | 11 декабря 1796  | 24 декабря 1796  | умеренный                 | [ 87 ] [ 88 ]   |
|         | Ян Хендрик Стоффенберг (1749—1838) нидерл. Jan Hendrik Stoffenberg                              | 25 декабря 1796  | 7 января 1797    | федералист                | [ 89 ]          |
|         | Ламберт Энгелберт ван Эк (1754—1803) нидерл. Lambert Engelbert van Eck                          | 8 января 1797    | 21 января 1797   | умеренный                 | [ 90 ]          |
|         | Виллем Квейсен (1754—1817) нидерл. Willem Queysen                                               | 22 января 1797   | 4 февраля 1797   | федералист                | [ 91 ] [ 92 ]   |
|         | Карел де Вос ван Стенвейк (1759—1830) нидерл. Carel de Vos van Steenwijk                        | 5 февраля 1797   | 18 февраля 1797  | федералист                | [ 93 ] [ 94 ]   |
|         | Хендрик ван Кастроп (1736—1806) нидерл. Hendrik van Castrop                                     | 19 февраля 1797  | 4 марта 1797     | умеренный                 | [ 95 ] [ 96 ]   |
|         | Мейнардюс Сидериус (1754—1829) нидерл. Meinardus Siderius                                       | 5 марта 1797     | 18 марта 1797    | федералист                | [ 97 ] [ 98 ]   |
|         | Корнелис Вилхелмюс де Рур (1751—1821) нидерл. Cornelis Wilhelmus de Rhoer                       | 19 марта 1797    | 1 апреля 1797    | федералист                | [ 99 ] [ 100 ]  |
|         | Ян Кауперюс (1755—1833) нидерл. Jan Couperus                                                    | 2 апреля 1797    | 15 апреля 1797   | унитарист                 | [ 101 ]         |
|         | Якоб Абрахам де Мист (1749—1823) нидерл. Jacob Abraham de Mist                                  | 16 апреля 1797   | 29 апреля 1797   | федералист                | [ 102 ] [ 103 ] |
|         | Ян Бернд Биккер (1746—1812) нидерл. Jan Bernd Bicker                                            | 30 апреля 1797   | 13 мая 1797      | федералист                | [ 63 ] [ 64 ]   |
|         | Рютгер Ян Схиммелпеннинк (1761—1825) нидерл. Rutger Jan Schimmelpenninck                        | 14 мая 1797      | 27 мая 1797      | умеренный                 | [ 66 ] [ 67 ]   |
|         | Герард Виллем ван Марле (1752—1799) нидерл. Gerard Willem van Marle                             | 28 мая 1797      | 10 июня 1797     | федералист                | [ 56 ] [ 57 ]   |
|         | Херман Хендрик Витринга (1757—1801) нидерл. Herman Hendrik Vitringa                             | 11 июня 1797     | 24 июня 1797     | федералист                | [ 104 ] [ 105 ] |
|         | Йохан Херман де Ланге (1759—1818) нидерл. Johan Herman de Lange                                 | 25 июня 1797     | 8 июля 1797      | федералист                | [ 106 ]         |
|         | Амброзиус Юстюс Зюбли (1751—1820) нидерл. Ambrosius Justus Zubli                                | 9 июля 1797      | 22 июля 1797     | умеренный                 | [ 107 ] [ 108 ] |
|         | Виллем Хендрик Тединг ван Беркхаут (1745—1809) нидерл. Willem Hendrik Teding van Berkhout       | 23 июля 1797     | 5 августа 1797   | умеренный                 | [ 109 ]         |
|         | Скато Трип (1742—1822) нидерл. Scato Trip                                                       | 6 августа 1797   | 19 августа 1797  | федералист                | [ 110 ]         |
|         | Питер Леонард ван де Кастеле (1748—1810) нидерл. Pieter Leonard van de Kasteele                 | 20 августа 1797  | 31 августа 1797  | умеренный                 | [ 61 ] [ 62 ]   |
|         | Ян Давид Пастёр (1753—1804) нидерл. Jan David Pasteur                                           | 1 сентября 1797  | 16 сентября 1797 | унитарист                 | [ 111 ] [ 112 ] |
|         | Адрианюс Плос ван Амстел (1749—1816) нидерл. Adrianus Ploos van Amstel                          | 17 сентября 1797 | 30 сентября 1797 | унитарист                 | [ 113 ]         |
|         | Йоахим Нюхаут ван дер Вен (1756—1833) нидерл. Joachim Nuhout van der Veen                       | 1 октября 1797   | 14 октября 1797  | унитарист                 | [ 114 ]         |
|         | Хюго Геверс (1765—1852) нидерл. Hugo Gevers                                                     | 15 октября 1797  | 28 октября 1797  | умеренный                 | [ 115 ] [ 116 ] |
|         | Якоб ван Манен (1752—1822) нидерл. Jacob van Manen                                              | 29 октября 1797  | 11 ноября 1797   | унитарист                 | [ 117 ] [ 118 ] |
|         | Питер Вреде (1750—1837) нидерл. Pieter Vreede                                                   | 12 ноября 1797   | 25 ноября 1797   | радикальный унитарист     | [ 119 ]         |
|         | Стефанюс Якобюс ван Ланген (1758—1847) нидерл. Stefanus Jacobus van Langen                      | 26 ноября 1797   | 9 декабря 1797   | унитарист                 | [ 120 ] [ 121 ] |
|         | Якобюс Блаау (1756—1829) нидерл. Jacobus Blaauw                                                 | 10 декабря 1797  | 23 декабря 1797  | демократический унитарист | [ 122 ]         |
|         | Йоан Бернард Ауффморт (1744—1831) нидерл. Joan Bernard Auffmorth                                | 24 декабря 1797  | 6 января 1798    | унитарист                 | [ 123 ]         |
|         | Йоаннес Франсискюс Рюдолфюс ван Хофф (1755—1816) нидерл. Joannes Franciscus Rudolphus van Hooff | 7 января 1798    | 20 января 1798   | унитарист                 | [ 124 ] [ 125 ] |
|         | Йоханнес Хенрикюс Миддериг (1753—1800) нидерл. Johannes Henricus Midderigh                      | 21 января 1798   | 22 января 1798   | радикальный унитарист     | [ 126 ] [ 127 ] |

### Учредительное собрание (1798)
22 января 1798 года фракцией унитаристов было арестовано более трети членов Национального собрания, преимущественно федералистов. Из оставшихся депутатов было образовано Учредительное собрание, являвшееся рамповым законодательным органом, главной целью которого стала разработка конституции. 25 января приступило к работе Исполнительное правительство. В апреле на референдуме была одобрена конституция, провозглашавшая страну унитарным государством. В соответствии с конституцией, вступившей в силу 4 мая, Собрание было преобразовано в Представительный орган.
| Портрет | Имя (годы жизни)                                                           | Полномочия     | Полномочия     | Наименование должности | Пр.             |
| Портрет | Имя (годы жизни)                                                           | Начало         | Окончание      | Наименование должности | Пр.             |
| ------- | -------------------------------------------------------------------------- | -------------- | -------------- | --- | --------------- |
|         | Йоханнес Хенрикюс Миддериг (1753—1800) нидерл. Johannes Henricus Midderigh | 22 января 1798 | 25 января 1798 | Президент Учредительного собрания, представляющий батавский народ нидерл. President van de Constituerende Vergadering, representerende het Bataafse Volk | [ 126 ] [ 127 ] |

### Исполнительное правительство (1798)
23 января 1798 года Учредительное собрание назначило Вибо Фейнье, Стефанюса Якобюса ван Лангена, Питера Вреде и Беренда Вилдрика членами временного Исполнительного правительства. Через день последовало назначение Йохана Питера Фоккера. 25 января Вреде как председатель (нидерл. Voorzitter van het Uitvoerend Bewind der Bataafse Republiek) принял членство от имени всех пяти делегатов. 17 марта Исполнительное правительство объявило себя «окончательным», опираясь на решение Учредительного собрания. В результате государственного переворота, произошедшего 12 июня, все члены правительства были отстранены от власти.
| Портрет | Имя (годы жизни)                                                           | Полномочия члена | Полномочия члена | Полномочия председателя | Полномочия председателя | Пр.             |
| Портрет | Имя (годы жизни)                                                           | Начало           | Окончание        | Начало                  | Окончание               | Пр.             |
| ------- | -------------------------------------------------------------------------- | ---------------- | ---------------- | ----------------------- | ----------------------- | --------------- |
|         | Питер Вреде (1750—1837) нидерл. Pieter Vreede                              | 25 января 1798   | 12 июня 1798     | 25 января 1798          | 28 февраля 1798         | [ 119 ]         |
|         | Вибо Фейнье (1750—1809) нидерл. Wybo Fijnje                                | 25 января 1798   | 12 июня 1798     | 1 марта 1798            | 31 марта 1798           | [ 129 ] [ 130 ] |
|         | Стефанюс Якобюс ван Ланген (1758—1847) нидерл. Stefanus Jacobus van Langen | 25 января 1798   | 12 июня 1798     | 2 апреля 1798           | 30 апреля 1798          | [ 120 ] [ 121 ] |
|         | Йохан Питер Фоккер (1755—1831) нидерл. Johan Pieter Fokker                 | 25 января 1798   | 12 июня 1798     | 1 июня 1798             | 12 июля 1798            | [ 131 ] [ 132 ] |
|         | Беренд Вилдрик (1754—1831) нидерл. Berend Wildrik                          | 2 февраля 1798   | 12 июня 1798     | 1 мая 1798              | 31 мая 1798             | [ 133 ]         |

### Временное исполнительное правительство (1798)
В результате государственного переворота, произошедшего 12 июня 1798 года вновь под руководством Хермана Данделса, все члены правительства были отстранены от власти, а Представительный орган распущен. Умеренные, организовавшие переворот, образовали Временную администрацию, преобразованную 14 июня во Временное исполнительное правительство. 13 июня правительством был учреждён Временный законодательный орган, завершивший работу после избрания депутатов в новый Представительный орган.
| Портрет         | Имя (годы жизни)                                                        | Полномочия члена | Полномочия члена | Полномочия председателя | Полномочия председателя | Пр.             |
| Портрет         | Имя (годы жизни)                                                        | Начало           | Окончание        | Начало                  | Окончание               | Пр.             |
| --------------- | ----------------------------------------------------------------------- | ---------------- | ---------------- | ----------------------- | ----------------------- | --------------- |
|                 | Якобюс Спорс (1751—1833) нидерл. Jacobus Spoors                         | 12 июня 1798     | 17 августа 1798  | 14 июня 1798            | 20 июня 1798            | [ 134 ]         |
| 19 июля 1798    | Якобюс Спорс (1751—1833) нидерл. Jacobus Spoors                         | 12 июня 1798     | 17 августа 1798  | 25 июля 1798            |                         | [ 134 ]         |
|                 | Геррит Ян Пейман (1750—1839) нидерл. Gerrit Jan Pijman                  | 12 июня 1798     | 17 августа 1798  | 21 июня 1798            | 27 июня 1798            | [ 135 ]         |
| 26 июля 1798    | Геррит Ян Пейман (1750—1839) нидерл. Gerrit Jan Pijman                  | 12 июня 1798     | 17 августа 1798  | 31 июля 1798            |                         | [ 135 ]         |
|                 | Исаак Ян Александер Гогел (1765—1821) нидерл. Isaäk Jan Alexander Gogel | 12 июня 1798     | 17 августа 1798  | 28 июня 1798            | 4 июля 1798             | [ 136 ] [ 137 ] |
| 1 августа 1798  | Исаак Ян Александер Гогел (1765—1821) нидерл. Isaäk Jan Alexander Gogel | 12 июня 1798     | 17 августа 1798  | 7 августа 1798          |                         | [ 136 ] [ 137 ] |
|                 | Рейнер Виллем Тадама (1771—1812) нидерл. Reiner Willem Tadama           | 12 июня 1798     | 17 августа 1798  | 4 июля 1798             | 11 июля 1798            | [ 138 ]         |
| 8 августа 1798  | Рейнер Виллем Тадама (1771—1812) нидерл. Reiner Willem Tadama           | 12 июня 1798     | 17 августа 1798  | 14 августа 1798         |                         | [ 138 ]         |
|                 | Абраам Жак Ла Пьер (1750—1837) нидерл. Abraham Jacques La Pierre        | 12 июня 1798     | 17 августа 1798  | 12 июля 1798            | 18 июля 1798            | [ 139 ]         |
| 14 августа 1798 | Абраам Жак Ла Пьер (1750—1837) нидерл. Abraham Jacques La Pierre        | 12 июня 1798     | 17 августа 1798  | 17 августа 1798         |                         | [ 139 ]         |

### Исполнительное правительство (1798—1801)
Созданное в августе 1798 года Исполнительное правительство после прихода к власти во Франции Наполеона Бонапарта, проводившего политику примирения (в частности, он хотел отменить обязательную клятву против статхаудерного правления и амнистировать всех оранжистов), решило внести соответствующие поправки в конституцию. Однако конституция предписывала не вносить изменения до 1804 года. В связи с этим правительство предложило Представительному органу проголосовать, можно ли внести поправки до окончания срока. Несмотря на отклонение предложения, Наполеон разрешил правительству принимать собственные решения. В октябре 1801 года был проведён референдум, по результатам которого была одобрена новая конституция, в соответствии с которой 17 октября образован высший исполнительный орган — Государственное правительство.
| Портрет          | Имя (годы жизни)                                                                                            | Полномочия члена | Полномочия члена | Полномочия председателя | Полномочия председателя | Пр.             |
| Портрет          | Имя (годы жизни)                                                                                            | Начало           | Окончание        | Начало                  | Окончание               | Пр.             |
| ---------------- | --- | ---------------- | ---------------- | ----------------------- | ----------------------- | --------------- |
|                  | Алберт Виллем Хут (1758—1827) нидерл. Albert Willem Hoeth                                                   | 17 августа 1798  | 9 июня 1801      | 17 августа 1798         | 16 сентября 1798        | [ 141 ]         |
| 17 января 1799   | Алберт Виллем Хут (1758—1827) нидерл. Albert Willem Hoeth                                                   | 17 августа 1798  | 9 июня 1801      | 16 февраля 1799         |                         | [ 141 ]         |
| 17 июня 1799     | Алберт Виллем Хут (1758—1827) нидерл. Albert Willem Hoeth                                                   | 17 августа 1798  | 9 июня 1801      | 16 июля 1799            |                         | [ 141 ]         |
| 17 ноября 1799   | Алберт Виллем Хут (1758—1827) нидерл. Albert Willem Hoeth                                                   | 17 августа 1798  | 9 июня 1801      | 16 декабря 1799         |                         | [ 141 ]         |
| 17 апреля 1800   | Алберт Виллем Хут (1758—1827) нидерл. Albert Willem Hoeth                                                   | 17 августа 1798  | 9 июня 1801      | 16 мая 1800             |                         | [ 141 ]         |
| 17 сентября 1800 | Алберт Виллем Хут (1758—1827) нидерл. Albert Willem Hoeth                                                   | 17 августа 1798  | 9 июня 1801      | 16 октября 1800         |                         | [ 141 ]         |
| 17 февраля 1701  | Алберт Виллем Хут (1758—1827) нидерл. Albert Willem Hoeth                                                   | 17 августа 1798  | 9 июня 1801      | 16 февраля 1701         |                         | [ 141 ]         |
|                  | Антони Фредерик Робберт Эверт ван Харсолте (1756—1830) нидерл. Anthony Frederik Robbert Evert van Haersolte | 17 августа 1798  | 17 октября 1801  | 17 ноября 1798          | 16 декабря 1798         | [ 142 ] [ 143 ] |
| 17 апреля 1799   | Антони Фредерик Робберт Эверт ван Харсолте (1756—1830) нидерл. Anthony Frederik Robbert Evert van Haersolte | 17 августа 1798  | 17 октября 1801  | 16 мая 1799             |                         | [ 142 ] [ 143 ] |
| 17 сентября 1799 | Антони Фредерик Робберт Эверт ван Харсолте (1756—1830) нидерл. Anthony Frederik Robbert Evert van Haersolte | 17 августа 1798  | 17 октября 1801  | 16 октября 1799         |                         | [ 142 ] [ 143 ] |
| 17 февраля 1800  | Антони Фредерик Робберт Эверт ван Харсолте (1756—1830) нидерл. Anthony Frederik Robbert Evert van Haersolte | 17 августа 1798  | 17 октября 1801  | 16 марта 1800           |                         | [ 142 ] [ 143 ] |
| 17 июля 1800     | Антони Фредерик Робберт Эверт ван Харсолте (1756—1830) нидерл. Anthony Frederik Robbert Evert van Haersolte | 17 августа 1798  | 17 октября 1801  | 16 августа 1800         |                         | [ 142 ] [ 143 ] |
| 17 декабря 1800  | Антони Фредерик Робберт Эверт ван Харсолте (1756—1830) нидерл. Anthony Frederik Robbert Evert van Haersolte | 17 августа 1798  | 17 октября 1801  | 16 января 1801          |                         | [ 142 ] [ 143 ] |
| 17 мая 1801      | Антони Фредерик Робберт Эверт ван Харсолте (1756—1830) нидерл. Anthony Frederik Robbert Evert van Haersolte | 17 августа 1798  | 17 октября 1801  | 16 июня 1801            |                         | [ 142 ] [ 143 ] |
| 19 сентября 1801 | Антони Фредерик Робберт Эверт ван Харсолте (1756—1830) нидерл. Anthony Frederik Robbert Evert van Haersolte | 17 августа 1798  | 17 октября 1801  | 17 октября 1801         |                         | [ 142 ] [ 143 ] |
|                  | Франсуа Эрмеринс (1753—1840) нидерл. François Ermerins                                                      | 17 августа 1798  | 17 октября 1801  | 17 октября 1798         | 16 ноября 1798          | [ 144 ]         |
| 17 марта 1799    | Франсуа Эрмеринс (1753—1840) нидерл. François Ermerins                                                      | 17 августа 1798  | 17 октября 1801  | 16 апреля 1799          |                         | [ 144 ]         |
| 17 августа 1799  | Франсуа Эрмеринс (1753—1840) нидерл. François Ermerins                                                      | 17 августа 1798  | 17 октября 1801  | 16 сентября 1799        |                         | [ 144 ]         |
| 17 января 1800   | Франсуа Эрмеринс (1753—1840) нидерл. François Ermerins                                                      | 17 августа 1798  | 17 октября 1801  | 16 февраля 1800         |                         | [ 144 ]         |
| 17 июня 1800     | Франсуа Эрмеринс (1753—1840) нидерл. François Ermerins                                                      | 17 августа 1798  | 17 октября 1801  | 16 июля 1800            |                         | [ 144 ]         |
| 17 ноября 1800   | Франсуа Эрмеринс (1753—1840) нидерл. François Ermerins                                                      | 17 августа 1798  | 17 октября 1801  | 16 декабря 1800         |                         | [ 144 ]         |
| 17 апреля 1801   | Франсуа Эрмеринс (1753—1840) нидерл. François Ermerins                                                      | 17 августа 1798  | 17 октября 1801  | 16 мая 1801             |                         | [ 144 ]         |
| 17 сентября 1801 | Франсуа Эрмеринс (1753—1840) нидерл. François Ermerins                                                      | 17 августа 1798  | 17 октября 1801  | 18 сентября 1801        |                         | [ 144 ]         |
|                  | Йоханнес Виллем ван Хасселт (1752—1834) нидерл. Johannes Willem van Hasselt                                 | 17 августа 1798  | 11 июня 1799     | 17 сентября 1798        | 16 октября 1798         | [ 145 ] [ 146 ] |
| 17 февраля 1799  | Йоханнес Виллем ван Хасселт (1752—1834) нидерл. Johannes Willem van Hasselt                                 | 17 августа 1798  | 11 июня 1799     | 16 марта 1799           |                         | [ 145 ] [ 146 ] |
|                  | Йоаннес Франсискюс Рюдолфюс ван Хофф (1755—1816) нидерл. Joannes Franciscus Rudolphus van Hooff             | 6 сентября 1798  | 10 июня 1800     | 17 декабря 1798         | 16 января 1799          | [ 124 ] [ 125 ] |
| 17 мая 1799      | Йоаннес Франсискюс Рюдолфюс ван Хофф (1755—1816) нидерл. Joannes Franciscus Rudolphus van Hooff             | 6 сентября 1798  | 10 июня 1800     | 16 июня 1799            |                         | [ 124 ] [ 125 ] |
| 17 октября 1799  | Йоаннес Франсискюс Рюдолфюс ван Хофф (1755—1816) нидерл. Joannes Franciscus Rudolphus van Hooff             | 6 сентября 1798  | 10 июня 1800     | 16 ноября 1799          |                         | [ 124 ] [ 125 ] |
| 17 марта 1800    | Йоаннес Франсискюс Рюдолфюс ван Хофф (1755—1816) нидерл. Joannes Franciscus Rudolphus van Hooff             | 6 сентября 1798  | 10 июня 1800     | 16 апреля 1800          |                         | [ 124 ] [ 125 ] |
|                  | Аугюстейн Герхард Безир (1756—1829) нидерл. Augustijn Gerhard Besier                                        | 11 июня 1799     | 17 октября 1801  | 17 июля 1799            | 16 августа 1799         | [ 147 ] [ 148 ] |
| 17 декабря 1799  | Аугюстейн Герхард Безир (1756—1829) нидерл. Augustijn Gerhard Besier                                        | 11 июня 1799     | 17 октября 1801  | 16 января 1800          |                         | [ 147 ] [ 148 ] |
| 17 мая 1800      | Аугюстейн Герхард Безир (1756—1829) нидерл. Augustijn Gerhard Besier                                        | 11 июня 1799     | 17 октября 1801  | 16 июня 1800            |                         | [ 147 ] [ 148 ] |
| 17 октября 1800  | Аугюстейн Герхард Безир (1756—1829) нидерл. Augustijn Gerhard Besier                                        | 11 июня 1799     | 17 октября 1801  | 16 октября 1800         |                         | [ 147 ] [ 148 ] |
| 17 марта 1801    | Аугюстейн Герхард Безир (1756—1829) нидерл. Augustijn Gerhard Besier                                        | 11 июня 1799     | 17 октября 1801  | 16 апреля 1801          |                         | [ 147 ] [ 148 ] |
| 17 августа 1801  | Аугюстейн Герхард Безир (1756—1829) нидерл. Augustijn Gerhard Besier                                        | 11 июня 1799     | 17 октября 1801  | 16 сентября 1801        |                         | [ 147 ] [ 148 ] |
| 18 сентября 1801 | Аугюстейн Герхард Безир (1756—1829) нидерл. Augustijn Gerhard Besier                                        | 11 июня 1799     | 17 октября 1801  | 19 сентября 1801        |                         | [ 147 ] [ 148 ] |
|                  | Жан Анри ван Свинден (1746—1823) нидерл. Jean Henri van Swinden                                             | 20 июня 1800     | 17 октября 1801  | 17 августа 1800         | 16 сентября 1800        | [ 149 ] [ 150 ] |
| 17 января 1801   | Жан Анри ван Свинден (1746—1823) нидерл. Jean Henri van Swinden                                             | 20 июня 1800     | 17 октября 1801  | 16 февраля 1801         |                         | [ 149 ] [ 150 ] |
| 17 июня 1801     | Жан Анри ван Свинден (1746—1823) нидерл. Jean Henri van Swinden                                             | 20 июня 1800     | 17 октября 1801  | 16 июля 1801            |                         | [ 149 ] [ 150 ] |
|                  | Геррит Ян Пейман (1750—1839) нидерл. Gerrit Jan Pijman                                                      | 9 июня 1801      | 17 октября 1801  | 17 июля 1801            | 16 августа 1801         | [ 135 ]         |

### Государственное правительство (1801—1805)
В октябре 1801 года был проведён референдум, по результатам которого была одобрена новая конституция, в соответствии с которой 17 октября образован высший исполнительный орган — Государственное правительство. В 1804 году Наполеону был представлен проект централистской конституции, одобренной в апреле 1805 года на всенародном голосовании. Восстанавливалась должность великого пенсионария в качестве единоличного главы государства, которую занял Рютгер Ян Схиммелпеннинк.
| Портрет       | Имя (годы жизни) | Полномочия члена | Полномочия члена | Полномочия председателя | Полномочия председателя | Пр.             |
| Портрет       | Имя (годы жизни) | Начало           | Окончание        | Начало                  | Окончание               | Пр.             |
| ------------- | --- | ---------------- | ---------------- | ----------------------- | ----------------------- | --------------- |
|               | Виллем Арнаут де Беверен (1749—1820) нидерл. Willem Aernout de Beveren                                                | 17 октября 1801  | 29 апреля 1805   | 17 октября 1801         | 31 января 1802          | [ 71 ] [ 72 ]   |
| 1 ноября 1804 | Виллем Арнаут де Беверен (1749—1820) нидерл. Willem Aernout de Beveren                                                | 17 октября 1801  | 29 апреля 1805   | 31 января 1805          |                         | [ 71 ] [ 72 ]   |
|               | Герард Брантсен (1735—1809) нидерл. Gerard Brantsen                                                                   | 17 октября 1801  | 29 апреля 1805   | 1 мая 1804              | 31 июля 1804            | [ 152 ] [ 153 ] |
|               | Самюэл ван Хогстратен (1756—1830) нидерл. Samuel van Hoogstraten                                                      | 17 октября 1801  | 29 апреля 1805   | 1 мая 1802              | 31 июля 1802            | [ 154 ] [ 155 ] |
|               | Даниел Корнелис де Леув (1747—1834) нидерл. Daniël Cornelis de Leeuw                                                  | 17 октября 1801  | 29 апреля 1805   | 1 августа 1803          | 31 октября 1803         | [ 65 ]          |
|               | Виллем Квейсен (1754—1817) нидерл. Willem Queysen                                                                     | 17 октября 1801  | 29 апреля 1805   | 1 августа 1804          | 31 августа 1804         | [ 91 ] [ 92 ]   |
|               | Якобюс Спорс (1751—1833) нидерл. Jacobus Spoors                                                                       | 17 октября 1801  | 29 апреля 1805   | 1 февраля 1803          | 30 апреля 1803          | [ 134 ]         |
|               | Йоханнес Баптиста Верхейен (1746—1814) нидерл. Johannes Baptista Verheyen                                             | 17 октября 1801  | 1 ноября 1803    | 1 ноября 1802           | 31 января 1803          | [ 156 ]         |
|               | Антони Фредерик Робберт Эверт ван Харсолте (1756—1830) нидерл. Anthony Frederik Robbert Evert van Haersolte           | 17 октября 1801  | 29 апреля 1805   | 1 февраля 1804          | 30 апреля 1804          | [ 142 ] [ 143 ] |
|               | Аугюстейн Герхард Безир (1756—1829) нидерл. Augustijn Gerhard Besier                                                  | 17 октября 1801  | 29 апреля 1805   | 1 ноября 1803           | 31 января 1804          | [ 147 ] [ 148 ] |
|               | Геррит Ян Пейман (1750—1839) нидерл. Gerrit Jan Pijman                                                                | 17 октября 1801  | 1 ноября 1802    | 1 августа 1802          | 31 октября 1802         | [ 135 ]         |
|               | Эгберт Сьюк Герролд Юккема ван Бюрмания Ренгерс (1745—1806) нидерл. Egbert Sjuck Gerrold Juckema van Burmania Rengers | 21 октября 1801  | 29 апреля 1805   | 1 февраля 1802          | 30 апреля 1802          | [ 157 ] [ 158 ] |
|               | Кампегиус Херманнюс Гоккинга (1748—1823) нидерл. Campegius Hermannus Gockinga                                         | 18 января 1802   | 29 апреля 1805   | 1 мая 1803              | 31 июля 1803            | [ 159 ] [ 160 ] |
|               | Ян Бернд Биккер (1746—1812) нидерл. Jan Bernd Bicker                                                                  | 1 ноября 1802    | 29 апреля 1805   | 1 февраля 1805          | 29 апреля 1805          | [ 63 ] [ 64 ]   |
|               | Корнелис Геррит Бейлевелт (1765—1849) нидерл. Cornelis Gerrit Bijleveldt                                              | 2 декабря 1803   | 29 апреля 1805   | не председательствовал  | не председательствовал  | [ 161 ] [ 162 ] |

### Великий пенсионарий (1805—1806)
В соответствии с конституцией 1805 года восстанавливалась должность великого пенсионария в качестве единоличного главы государства, которую занял Рютгер Ян Схиммелпеннинк. Возглавляя правительство, Схиммелпеннинк стремился восстановить порядок в финансовой системе и налогообложении, реорганизовать администрацию и централизовать управление. 24 мая 1806 года император французов Наполеон Бонапарт заключил в Париже договор с правительством Батавской республики о предоставлении его брату Луи короны Голландии и преобразовании республики в королевство, после чего 5 июня Луи объявил о своём вступлении на престол в качестве короля Голландии.
| Портрет | Имя (годы жизни)                                                         | Полномочия     | Полномочия  | Наименование должности                      | Пр.           |
| Портрет | Имя (годы жизни)                                                         | Начало         | Окончание   | Наименование должности                      | Пр.           |
| ------- | ------------------------------------------------------------------------ | -------------- | ----------- | ------------------------------------------- | ------------- |
|         | Рютгер Ян Схиммелпеннинк (1761—1825) нидерл. Rutger Jan Schimmelpenninck | 29 апреля 1805 | 5 июня 1806 | Великий пенсионарий нидерл. Raadpensionaris | [ 66 ] [ 67 ] |

## Королевство Голландия (1806—1810)
5 июня 1806 года брат императора французов Луи Бонапарт объявил себя королём Голландии, соответственно Батавская республика была преобразована в Королевство Голландия (нидерл. Koninkrijk Holland). Король попытался проводить независимую от Франции политику. Несоблюдение Голландией условий континентальной блокады Великобритании и продолжение, вопреки запрету Франции, торговли колониальными товарами вызвали недовольство Наполеона I. В июле 1810 года Луи был вынужден отречься от престола, а королевство аннексировано Францией.
| Портрет        | Имя (годы жизни)                                        | Правление   | Правление | Династия                    | Наименование титула | Пр.             |
| Портрет        | Имя (годы жизни)                                        | Начало      | Окончание | Династия                    | Наименование титула | Пр.             |
| -------------- | ------------------------------------------------------- | ----------- | --- | --------------------------- | --- | --------------- |
|                | Лодевейк Наполеон (1778—1846) нидерл. Lodewijk Napoleon | 5 июня 1806 | 7 августа 1806 | Бонапарты нидерл. Bonaparte | Милостью Божьей и конституционным законом королевства, король Голландии нидерл. Door de Gratie Gods en de Constitutionele Wetten van het Koninkrijk, Koning van Holland | [ 166 ] [ 167 ] |
| 7 августа 1806 | Лодевейк Наполеон (1778—1846) нидерл. Lodewijk Napoleon | 1 июля 1810 | Милостью Божьей и конституцией королевства, король Голландии нидерл. Door de Gratie Gods en de Constitutie des Koninkrijks, Koning van Holland | Бонапарты нидерл. Bonaparte | | [ 166 ] [ 167 ] |
|                | Наполеон Лодевейк (1804—1831) нидерл. Napoleon Lodewijk | 1 июля 1810 | Милостью Божьей и конституцией королевства, король Голландии нидерл. Door de Gratie Gods en de Constitutie des Koninkrijks, Koning van Holland | Бонапарты нидерл. Bonaparte | 9 июля 1810 | [ 168 ]         |

## Утрата независимости. В составе Французской империи (1810—1813)
9 июля 1810 года северо-нидерландские земли в качестве 7 департаментов вошли в состав Французской империи. На этих территориях было введено французское право: равенство всех перед законом, отмена торговых привилегий, единый налоговый строй и равные религиозные свободы. Однако континентальная блокада подорвала экономику, нарушились торговые связи, а участие в военных кампаниях Франции и потеря колоний (захваченных Великобританией) привели к росту внешнего долга и массовому недовольству. В апреле 1813 года по всей стране вспыхнули крестьянские и городские восстания. В ноябре русско‑прусские войска освободили Нидерланды, французский наместник бежал из страны, создано временное правительство.
| Портрет       | Имя (годы жизни)                                             | Полномочия     | Полномочия | Наименование должности | Пр.             |
| Портрет       | Имя (годы жизни)                                             | Начало         | Окончание | Наименование должности | Пр.             |
| ------------- | ------------------------------------------------------------ | -------------- | --- | --- | --------------- |
|               | Шарль-Франсуа Лебрен (1739—1824) фр. Charles-François Lebrun | 9 июля 1810    | 1 января 1811 | Генерал-лейтенант Е. В. императора и короля фр. Lieutenant-général de S.M. l’Empereur et Roi нидерл. Algemeen-stedehouder van Z.M. Keizer en Koning | [ 169 ] [ 170 ] |
| 1 января 1811 | Шарль-Франсуа Лебрен (1739—1824) фр. Charles-François Lebrun | 20 ноября 1813 | Генерал-губернатор Голландских департаментов фр. Gouverneur-général des départements de la Hollande нидерл. Gouverneur-generaal der hollandse departementen | | [ 169 ] [ 170 ] |

## Суверенное княжество Объединённых Нидерландов (1813—1815)
20 ноября 1813 года после освобождения Нидерландов русско-прусскими войсками было создано Суверенное княжество Объединённых Нидерландов (нидерл. Soeverein vorstendom der Verenigde Nederlanden) во главе с триумвиратом — Общей администрацией. 2 декабря временное правительство признало Виллема, сына наследственного статхаудера Виллема V, суверенным князем Нидерландов. Согласно англо-нидерландской конвенции от 13 августа 1814 года, Великобритания возвратила Нидерландам почти все захваченные ею в ходе войны колонии. 16 марта 1815 года Виллем был провозглашён королём Нидерландов.
| Портрет | Имя (годы жизни)                                                                                 | Правление      | Правление      | Династия                            | Наименование титула | Пр.             |
| Портрет | Имя (годы жизни)                                                                                 | Начало         | Окончание      | Династия                            | Наименование титула | Пр.             |
| ------- | ------------------------------------------------------------------------------------------------ | -------------- | -------------- | ----------------------------------- | --- | --------------- |
|         | Адам Франсуа Жюль Арман ван дер Дейн (1771—1848) нидерл. Adam François Jules Armand van der Duyn | 20 ноября 1813 | 2 декабря 1813 | Ван дер Дейн нидерл. Van der Duyn   | Член Общей администрации Объединённых Нидерландов нидерл. Lid van het Algemeen Bestuur der Verenigde Nederlanden | [ 171 ] [ 172 ] |
|         | Гейсберт Карел ван Хогендорп (1762—1834) нидерл. Gijsbert Karel van Hogendorp                    | 20 ноября 1813 | 2 декабря 1813 | Ван Хогендорп нидерл. Van Hogendorp | Член Общей администрации Объединённых Нидерландов нидерл. Lid van het Algemeen Bestuur der Verenigde Nederlanden | [ 173 ] [ 174 ] |
|         | Виллем (1772—1848) нидерл. Willem                                                                | 2 декабря 1813 | 16 марта 1815  | Оранье-Нассау нидерл. Oranje-Nassau | Милостью Божьей, принц Оранье-Нассау, суверенный князь Объединённых Нидерландов и пр., и пр., и пр. нидерл. Bij de Gratie Gods, Prins van Oranje-Nassau, Souverein Vorst der Verenigde Nederlanden, enz., enz., enz. | [ 175 ] [ 176 ] |

## Королевство Нидерландов (с 1815)
16 марта 1815 года суверенный князь Виллем принял титул короля Нидерландов и герцога Люксембурга, и, соответственно, государство было преобразовано в Королевство Нидерландов (нидерл. Koninkrijk der Nederlanden). 23 марта принятие титулов Виллемом I и его предложение стать великим герцогом было согласовано с другими представителями на Венском конгрессе. 7 апреля великие державы признали Виллема I королём Нидерландов и великим герцогом Люксембурга. 12 мая официально объявлено о создании Великого герцогства Люксембург — номинально независимого государства, объединённого с Нидерландами личной унией.
В результате Бельгийской революции 1830 года валлонские провинции и западная часть Люксембурга образовали независимое государство — Бельгию. Это государство было признано другими державами в 1839 году Лондонским договором. В результате волнений в Люксембурге в 1841 году король Виллем II даровал стране конституцию. В 1890 году после смерти Виллема III, не оставившего потомков мужского пола, его дочь Вилхелмина унаследовала нидерландский престол, но не люксембургский, так как в великом герцогстве действовал Салический закон о престолонаследии, не позволявший женщинам наследовать. В связи с этим личная уния Люксембурга и Нидерландов распалась.
Во время Первой мировой войны Нидерланды придерживались нейтралитета. В период Второй мировой войны, с мая 1940 года, территория Нидерландов была оккупирована Германией. Монарх и правительство эмигрировали в Великобританию, где создано правительство в изгнании. 5 мая 1945 года территория страны была полностью освобождена.
| Портрет | Имя (годы жизни)                                   | Правление       | Правление       | Династия                            | Наименование титула | Пр.             |
| Портрет | Имя (годы жизни)                                   | Начало          | Окончание       | Династия                            | Наименование титула | Пр.             |
| ------- | -------------------------------------------------- | --------------- | --------------- | ----------------------------------- | --- | --------------- |
|         | Виллем I (1772—1843) нидерл. Willem I              | 16 марта 1815   | 7 октября 1840  | Оранье-Нассау нидерл. Oranje-Nassau | Милостью Божьей, король Нидерландов, принц Оранье-Нассау, великий герцог Люксембурга и пр., и пр., и пр. нидерл. Bij de Gratie Gods, Koning der Nederlanden, Prins van Oranje-Nassau, Groothertog van Luxemburg, enz., enz., enz. | [ 175 ] [ 176 ] |
|         | Виллем II (1792—1849) нидерл. Willem II            | 7 октября 1840  | 17 марта 1849   | Оранье-Нассау нидерл. Oranje-Nassau | Милостью Божьей, король Нидерландов, принц Оранье-Нассау, великий герцог Люксембурга и пр., и пр., и пр. нидерл. Bij de Gratie Gods, Koning der Nederlanden, Prins van Oranje-Nassau, Groothertog van Luxemburg, enz., enz., enz. | [ 177 ] [ 178 ] |
|         | Виллем III (1817—1890) нидерл. Willem III          | 17 марта 1849   | 23 ноября 1890  | Оранье-Нассау нидерл. Oranje-Nassau | Милостью Божьей, король Нидерландов, принц Оранье-Нассау, великий герцог Люксембурга и пр., и пр., и пр. нидерл. Bij de Gratie Gods, Koning der Nederlanden, Prins van Oranje-Nassau, Groothertog van Luxemburg, enz., enz., enz. | [ 179 ] [ 180 ] |
|         | Вилхелмина (1880—1962) нидерл. Wilhelmina          | 23 ноября 1890  | 4 сентября 1948 | Оранье-Нассау нидерл. Oranje-Nassau | Милостью Божьей, королева Нидерландов, принцесса Оранье-Нассау и пр., и пр., и пр. нидерл. Bij de Gratie Gods, Koningin der Nederlanden, Prinses van Oranje-Nassau, enz., enz., enz.                                              | [ 181 ] [ 182 ] |
|         | Юлиана (1909—2004) нидерл. Juliana                 | 4 сентября 1948 | 30 апреля 1980  | Оранье-Нассау нидерл. Oranje-Nassau | Милостью Божьей, королева Нидерландов, принцесса Оранье-Нассау и пр., и пр., и пр. нидерл. Bij de Gratie Gods, Koningin der Nederlanden, Prinses van Oranje-Nassau, enz., enz., enz.                                              | [ 183 ] [ 184 ] |
|         | Беатрикс (1938—) нидерл. Beatrix                   | 30 апреля 1980  | 30 апреля 2013  | Оранье-Нассау нидерл. Oranje-Nassau | Милостью Божьей, королева Нидерландов, принцесса Оранье-Нассау и пр., и пр., и пр. нидерл. Bij de Gratie Gods, Koningin der Nederlanden, Prinses van Oranje-Nassau, enz., enz., enz.                                              | [ 185 ] [ 186 ] |
|         | Виллем-Александер (1967—) нидерл. Willem-Alexander | 30 апреля 2013  | царствующий     | Оранье-Нассау нидерл. Oranje-Nassau | Милостью Божьей, король Нидерландов, принц Оранье-Нассау и пр., и пр., и пр. нидерл. Bij de Gratie Gods, Koning der Nederlanden, Prins van Oranje-Nassau, enz., enz., enz.                                                        | [ 187 ] [ 188 ] |

## Галерея

Бургундское государство
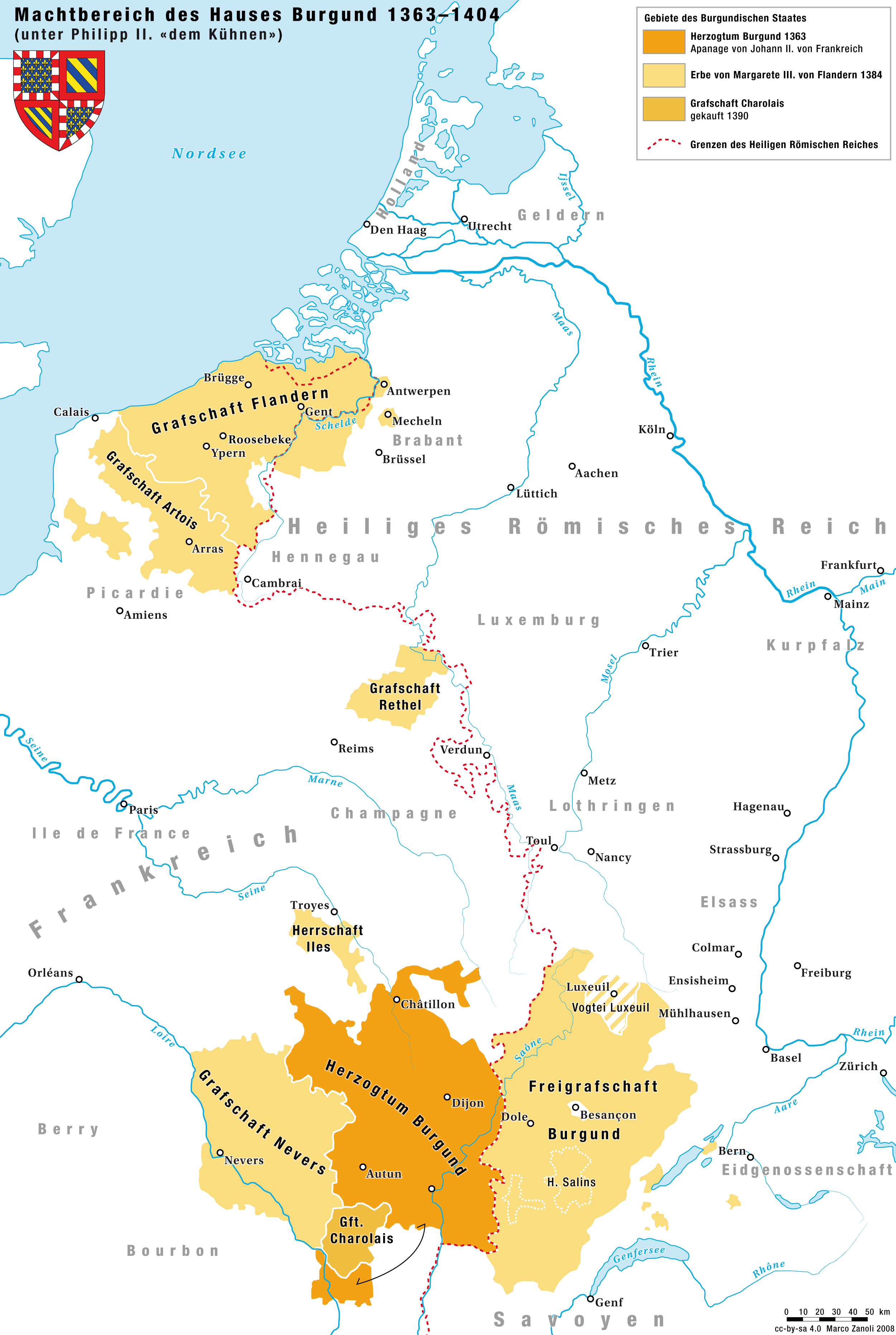
Правление Филиппа II (1363—1404)
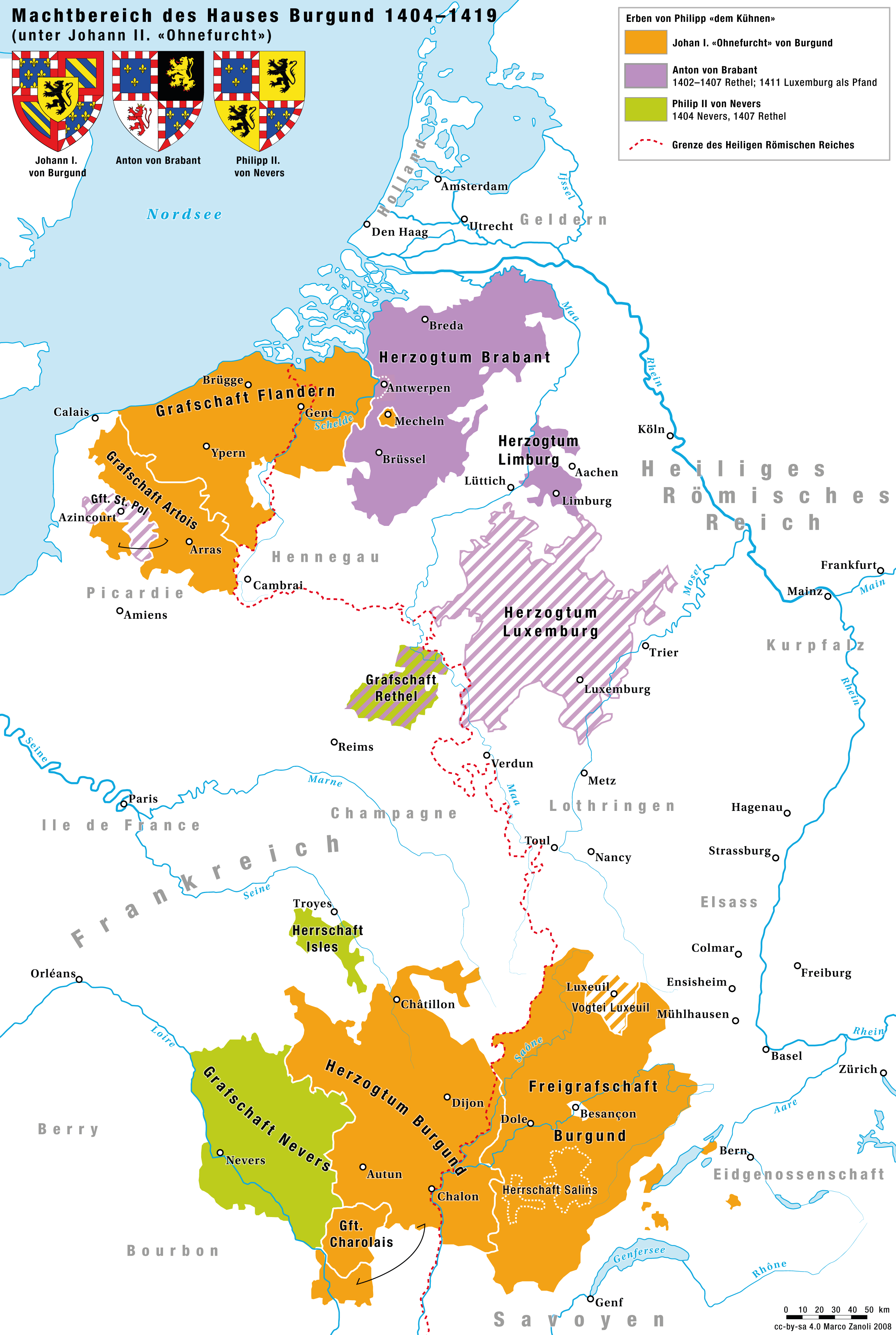
Правление Жана (1404—1419)
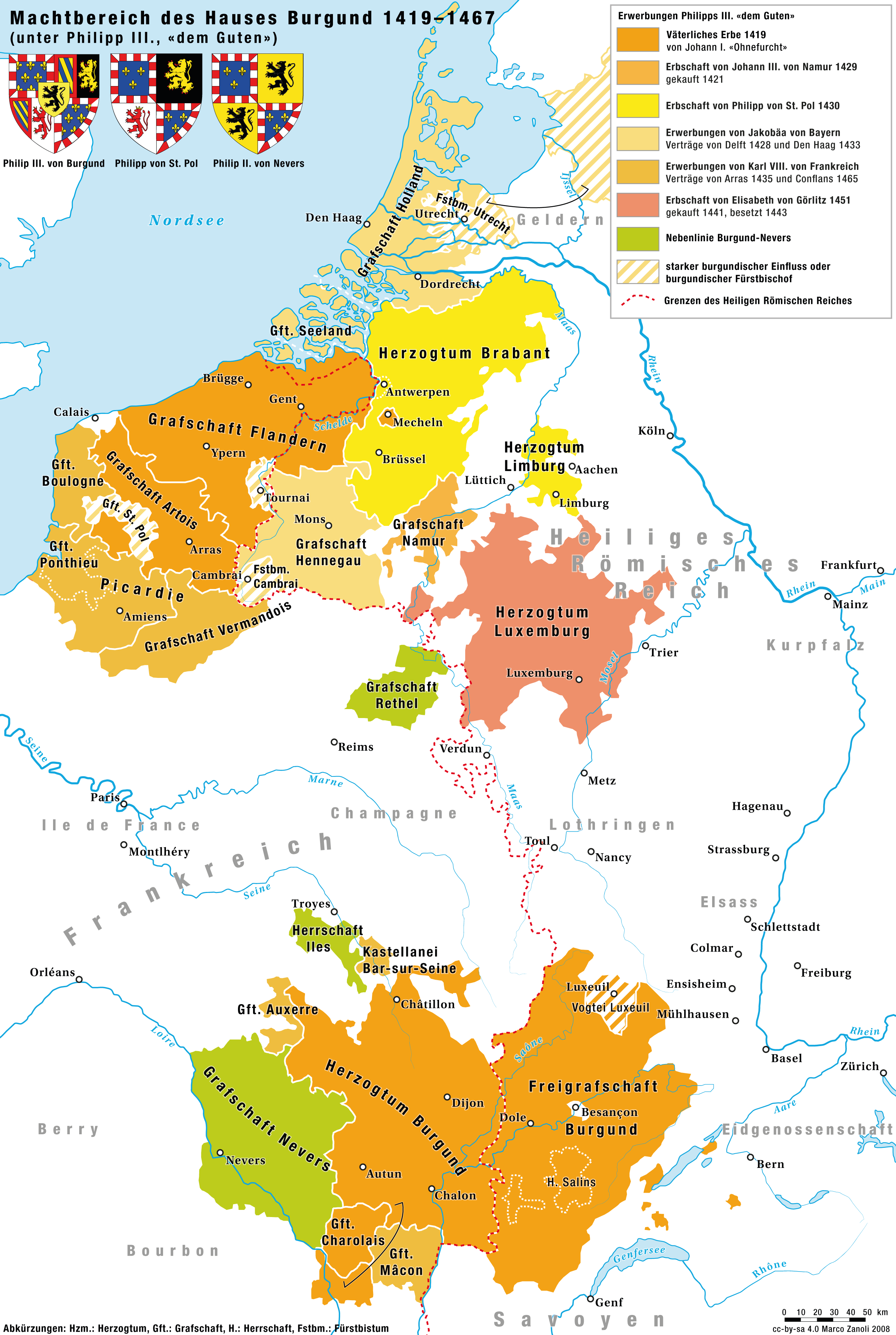
Правление Филиппа III (1419—1467)
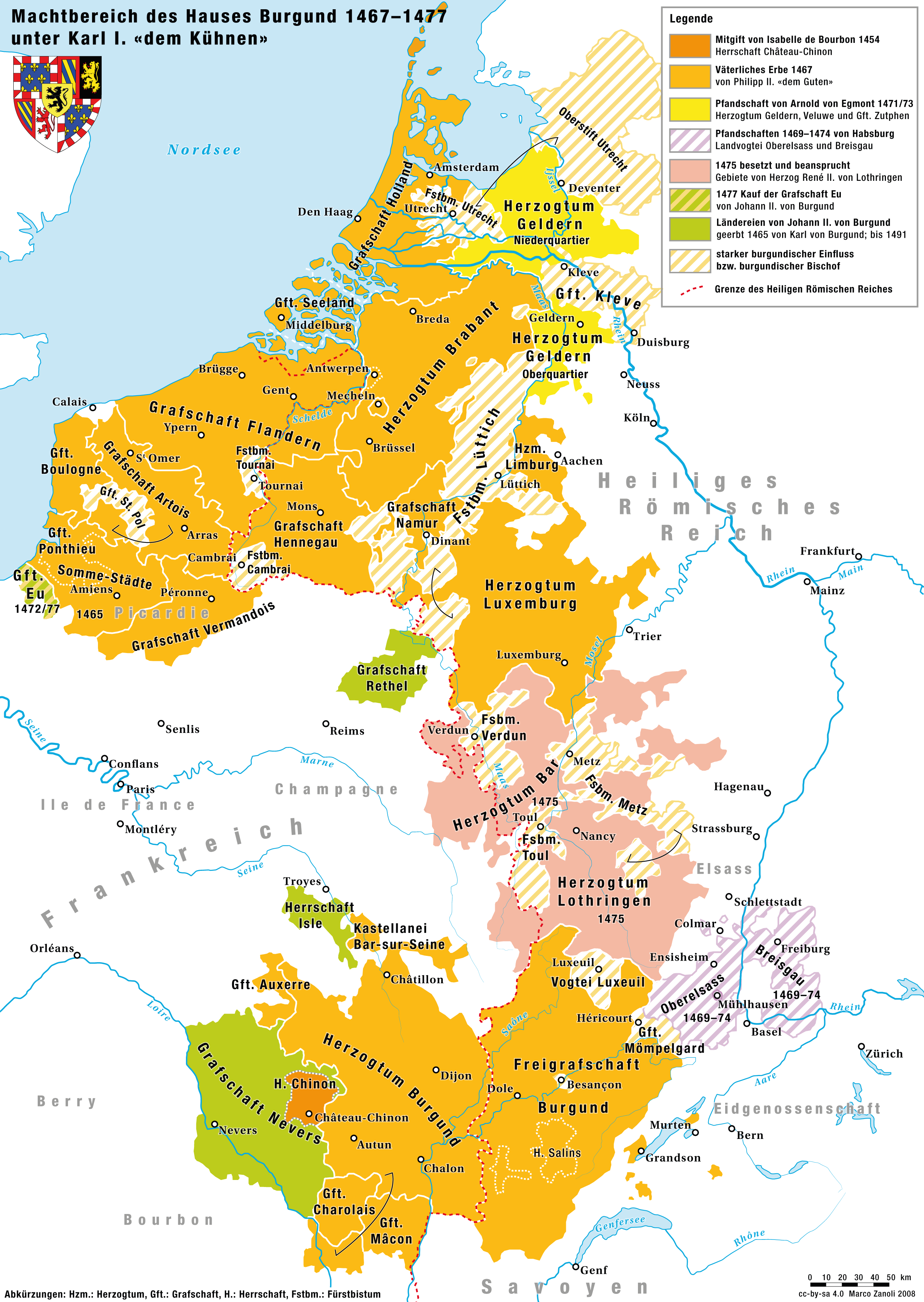
Правление Карла (1467—1477)
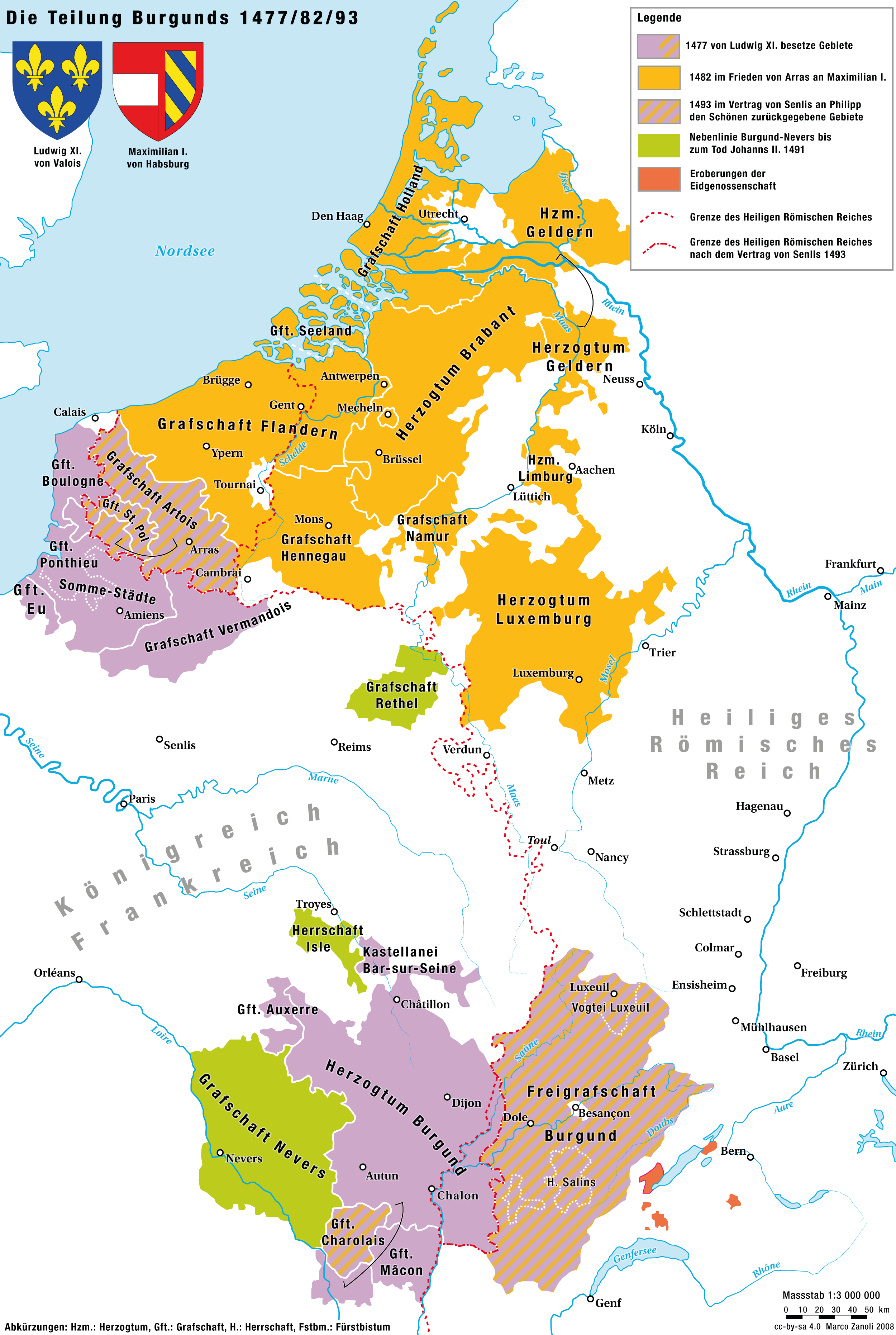
Правление Марии (1477—1482)

Габсбургские Нидерланды
Семнадцать провинций (1555)
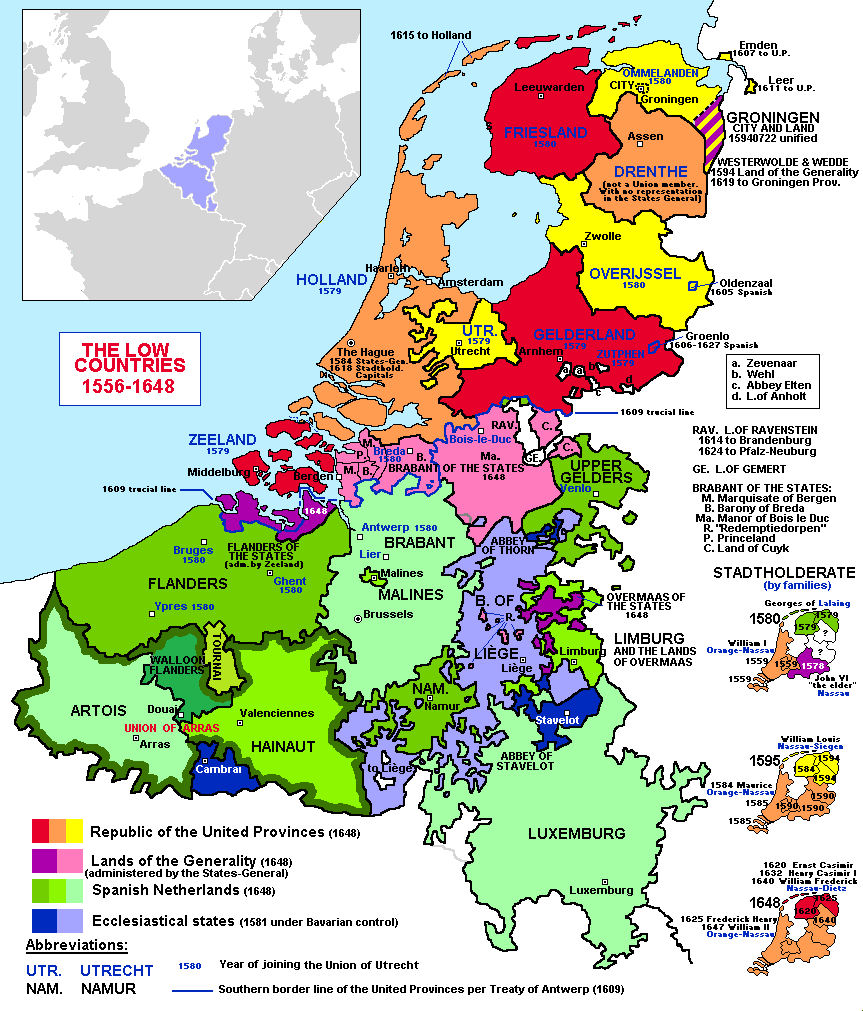
Семнадцать провинций (де-юре, 1556—1648)
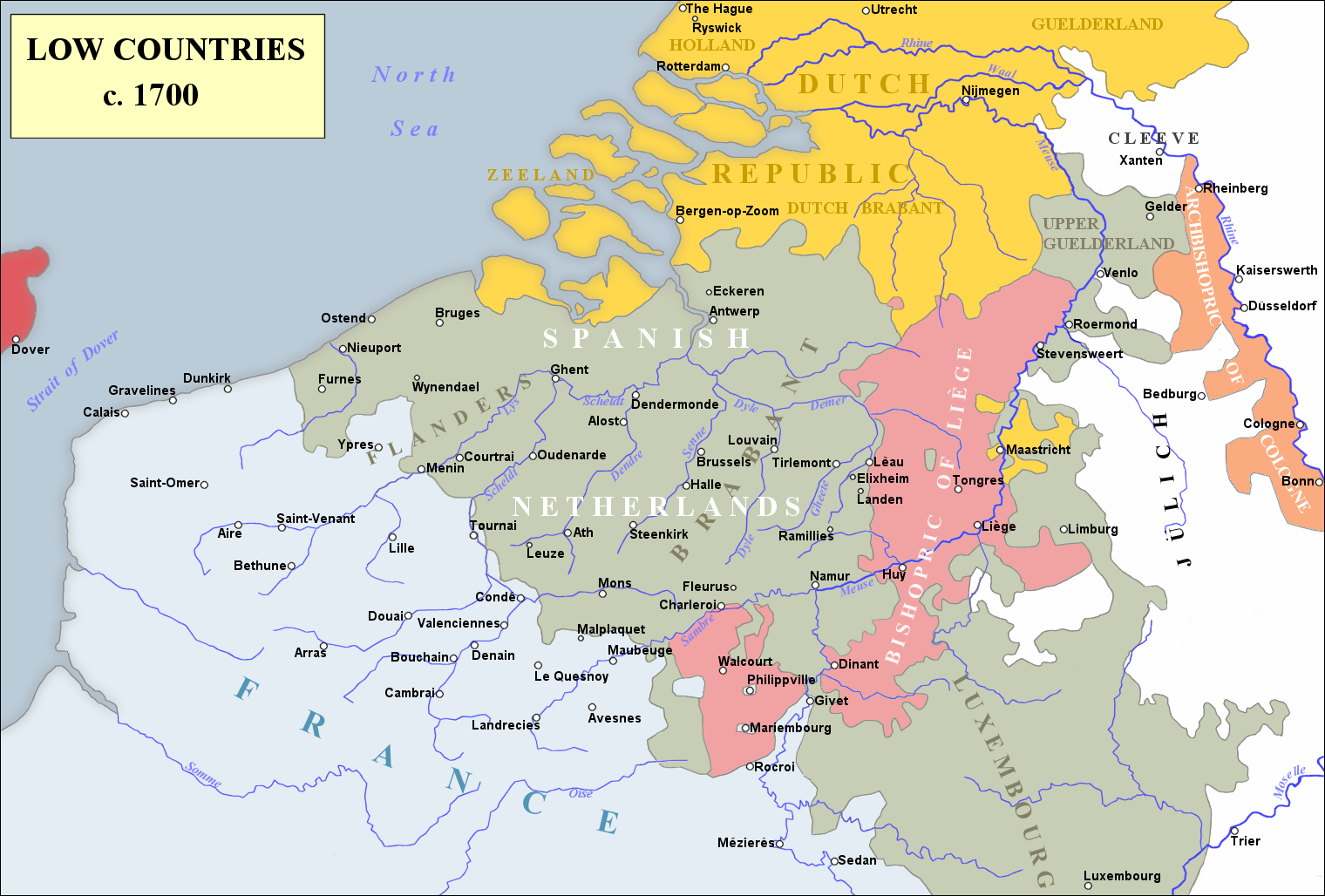
Испанские Нидерланды (1700)
Австрийские Нидерланды (1789)